# Emerson, Lake and Palmer (album)
 (décembre 2021).
Si vous disposez d'ouvrages ou d'articles de référence ou si vous connaissez des sites web de qualité traitant du thème abordé ici, merci de compléter l'article en donnant les références utiles à sa vérifiabilité et en les liant à la section « Notes et références ».
Cet article concerne l'album. Pour le groupe, voir Emerson, Lake and Palmer.
Albums de Emerson, Lake and Palmer
Tarkus
(1971)
Singles
1. Lucky Man/Knife-Edge
Sortie : 1970

Emerson, Lake and Palmer est le premier album du groupe éponyme, sorti en 1970.

## Contenu
The Barbarian est un arrangement rock de la pièce pour piano Allegro barbaro de Béla Bartók composée en 1911.
Take a Pebble, composée principalement par Greg Lake, comprend des arrangements des trois musiciens du groupe. La première section chantée par Greg contient aussi un arrangement jazz au piano de Keith Emerson, la deuxième est plutôt folk avec la guitare acoustique de Greg Lake, puis la conclusion retourne à l'arrangement jazz du début avec la conclusion chantée.
Knife-Edge (it) s'appuie sur le premier mouvement de la Sinfonietta de Leoš Janáček (1926). La partie centrale reprend quant à elle l'Allemande de la Suite française no 1 en ré mineur (BWV 812) de Jean-Sébastien Bach.
The Three Fates s'inspire des Moires, des personnages de la mythologie grecque. Il s'agit d'une pièce instrumentale divisée en trois mouvements, une pour chacune des trois sœurs : Clotho qui ouvre avec l'orgue du Royal Festival Hall de Londres, Lachesis constituée d'un solo de piano et Atropos, la conclusion, qui revient à l'orgue du premier mouvement pour finir avec un piano accompagné par la basse de Lake et la batterie de Palmer.
Tank, composition de Palmer et Emerson, débute avec une partie dominée par le clavinet d'Emerson, accompagné de Lake à la basse et Palmer à la batterie. Suit un solo de Palmer avant le retour d'Emerson au clavinet. Palmer reprendra cette composition sur le double album Works Volume I, accompagné d'un orchestre symphonique.
Lucky Man a été composée par Greg Lake alors qu'il n'avait que 12 ans. Cette ballade folk est surtout connue pour le solo de synthétiseur Moog qui la conclut. En concert, elle est souvent jouée par Lake seul à la guitare acoustique, même si l'on trouve une version live proche de l'originale sur l'album Live at the Mar y Sol Festival '72 (en), enregistré le 2 avril 1972.
La grande particularité de cet album est qu'il n'y pratiquement pas de synthétiseur, sinon à la fin de la chanson Lucky Man.

## Titres

### Album original
| 1. | The Barbarian   | Instrumental               | Béla Bartók – arr. Emerson, Lake and Palmer    | 4:27  |
| 2. | Take a Pebble   | Greg Lake                  | Greg Lake                                      | 12:32 |
| 3. | Knife-Edge (it) | - G. Lake - R. Fraser (it) | - L. Janáček - J. S. Bach – arr. Keith Emerson | 5:04  |

| 1. | The Three Fates (it) - a). Clotho – 1:48 - b). Lachesis – 2:43 - c). Atropos – 3:15 | Instrumental | Keith Emerson            | 7:46 |
| 2. | Tank (it)                                                                           | Instrumental | - C. Palmer - K. Emerson | 6:49 |
| 3. | Lucky Man                                                                           | Greg Lake    | Greg Lake                | 4:36 |

### Réédition
Une édition remasterisée par Steven Wilson sort en mai 2012. Elle se présente sous la forme d'un album triple reprenant l'album original, une version remixée avec des inédits ainsi qu'un DVD Audio en 5.1 reprenant le contenu de la version remixée.
1. The Barbarian (Béla Bartók, arr. Emerson, Lake & Palmer) – 4:32
2. Take a Pebble (Greg Lake; arr. Emerson, Lake & Palmer) – 12:36
3. Knife-Edge (avec une conclusion plus longue) (Leoš Janáček & J. S. Bach, arr. Keith Emerson, paroles par Greg Lake & Richard Fraser) – 5:38
4. Promenade (Modeste Moussorgski, arr. Greg Lake & Keith Emerson, paroles par Greg Lake) – 1:29
5. The Three Fates: Atropos (Emerson) – 3:11
6. Rave Up (Emerson, Lake & Palmer) – 5:02
7. Drum Solo (Palmer) – 3:02
8. Lucky Man (Lake) – 4:39
9. Take a Pebble (version instrumentale) (Greg Lake, arr. Emerson, Lake & Palmer) – 3:40
10. Knife Edge (Janáček & J S Bach, Emerson Fraser) – 4:19
11. Lucky Man (première version de Greg Lake en solo) (Lake) – 3:02
12. Lucky Man (version alternative avec solo de guitare à la place du synthétiseur Moog) (Lake) – 4;41
13. A Taste of Honey (Ric Marlow, Bobby Scott) – 2:05

## Musiciens
Selon le livret accompagnant l'album
- Keith Emerson - orgue Hammond, piano, clavinet , orgue du Royal Festival Hall, synthétiseur Moog modulaire
- Greg Lake - basse, guitares acoustique et électrique, chant
- Carl Palmer - batterie, percussions